# Haplophyllum lissonotum
Haplophyllum lissonotum är en vinruteväxtart som beskrevs av C. C. Townsend. Haplophyllum lissonotum ingår i släktet Haplophyllum och familjen vinruteväxter. Inga underarter finns listade i Catalogue of Life.